# 莎拉·保罗森
莎拉·凱薩琳·保罗森（英語：Sarah Catharine Paulson，1974年12月17日—）是一位美國女演員。她曾嬴得多項艾美獎和金球獎。2017年，《時代雜誌》將她評為全球100位藝術家與演藝人中最具影響力的人物之一。

## 早年生活
保羅森出生於美國佛羅里達州的坦帕，是凱瑟琳·高登和道格拉斯·萊爾·保爾森二世的女兒。 她早年在南坦帕長大，直到她5歲父母離婚為止。在父母分居後，保爾森與母親和姐姐一起搬到了緬因州，然後搬到了紐約市。 

## 職業生涯
保羅森自90年代开始在舞台上活跃，出演過《American Gothic》（1995–96）和《Jack & Jill》（1999–2001），之后出演過多部喜剧电影，如《男人百分百》（2000）和《Down with Love》（2003），并在出演《Path to War》（2002）和《The Notorious Bettie Page》（2005）两部作品后引起轰动。2006-2007年，保罗森在NBC喜剧电视剧《日落大道60号演播室》中饰演Harriet Hayes一角，并因此得到金球獎提名。 

## 個人生活
2004年保罗森和女演員切利·琼斯交往，這段關係於2009年结束。保罗森在2013年接受百老汇网采访时表达了自己的性取向，她表示「我屬於流動性向。」在与琼斯的关系之前，她只跟男性約會過，包括當時未婚夫剧作家特雷西·萊特。她后来评论说：「如果我必須選擇符合社會對我的期望來生活，这会让我觉得自己真的被束缚了，我不想那样。」
2015年以来，保罗森一直与女演员霍蘭·泰勒交往中。
保罗森住在洛杉矶。